# آن دي فريس
آن دي فريس (بالهولندية: Anne de Vries)‏ (و. 1904 – 1964 م) هو مترجم، وكاتب للأطفال، وكاتب، ومقاوم عسكري، ومدرس من مملكة هولندا، وهولندا، ولد في أسن، توفي في زايست، عن عمر يناهز 60 عاماً.

## جوائز
حصل على جوائز منها:

Kiddo Leespluim ‏ (2003)

## روابط خارجية
- آن دي فريس على موقع ديسكوغز (الإنجليزية)